# Premi Sant Jordi
I Premi Sant Jordi (Premis Sant Jordi de Cinematografia, in passato Premis San Jorge de Cinematografia) sono premi cinematografici assegnati ogni anno a Barcellona dalla regione della Catalogna della rete televisiva spagnola TVE. 
Questi premi sono stati istituiti nel 1957 per incoraggiare il cinema catalano, in un momento in cui i film in lingua catalana furono banditi dal governo spagnolo sotto Francisco Franco. Successivamente sono stati estesi a tutti i film spagnoli.
I premi si chiamano:
- Miglior prima opera (Millor òpera prima)
- Miglior film spagnolo (Millor película espanyola)
- Miglior attrice in un film spagnolo (Millor actriu de película espanyola)
- Miglior attore in un film spagnolo (Millor actor de película espanyola)
- Miglior film straniero (Millor película estrangera)
- Miglior attrice in un film straniero (Millor actriu de película estrangera)
- Miglior attore in un film straniero (Millor actor de película estrangera)
- Premio speciale della giuria (Premi especial del jurat)
- Premio dell'industria cinematografica (Premi de la indústria cinematogràfica)
- Premio della critica della Radio Nacional de España (Premi Sant Jordi de la crítica de RNE)